# Symplecta bispinigera
Symplecta bispinigera är en tvåvingeart som först beskrevs av Alexander 1930.  Symplecta bispinigera ingår i släktet Symplecta och familjen småharkrankar. Inga underarter finns listade i Catalogue of Life.